# IPad mini (第七代)
第七代iPad mini（正式名稱僅為iPad mini，而 iPad mini（A17 Pro）、iPad mini 7為俗稱）是蘋果在2024年10月15日發布的一款8.3英寸iPad平板電腦產品，其前代產品iPad mini於同一天停產。
它由Apple A17 Pro晶片提供支援，Apple 表示該晶片的CPU速度提高了30%，GPU速度提高了25%，神經引擎的速度是上一代的兩倍。
最低存儲空間已從上一代的64GB增加到128GB。與上一代相比，新的Wi-Fi 6E晶片更快，USB-C埠支援USB 3.0最高可達到10 Gbit/s。

## 外觀
第七代iPad mini在外觀上相較於前代並無太大改變，螢幕部分改用全螢幕設計，並且擁有iPad mini系列中的8.3吋螢幕。
顏色共有四種：太空灰色、藍色、紫色、星光色。

| 顏色 | 中文名稱 | 英文名稱   |
| ---- | -------- | ---------- |
|      | 太空灰色 | Space Gray |
|      | 藍色     | Blue       |
|      | 紫色     | Purple     |
|      | 星光色   | Starlight  |

## 時間線
|  |